# Mason Proffit
Mason Proffit fue un grupo estadounidense de folk rock formado en la ciudad de Chicago, Illinois, que lanzó cinco álbumes entre 1969 y 1973. La agrupación fue formada por los hermanos Terry y John Talbot en 1969, con una mixtura de sonidos entre el folk, la música country y el rock, al que luego bautizarían como country rock. Después de la ruptura de Mason Proffit, los hermanos Talbot empezaron a grabar música cristiana, incluso llegando a ganar un premio Grammy y algunas nominaciones al premio Dove. Los hermanos Talbot abrieron para la agrupación The Eagles en una gira por Estados Unidos.

## Discografía
| Año  | Nombre                               | Posición en listas | Sello               | Número  |
| 1969 | Wanted                               |                    | Happy Tiger Records | 1009    |
| 1971 | Movin' Toward Happiness              | 177                | Happy Tiger Records | 1019    |
| 1971 | Last Night I Had the Strangest Dream | 186                | Ampex Records       | A-10138 |
| 1972 | Rockfish Crossing                    | 211                | Warner Bros.        | BS-2657 |
| 1973 | Bare Back Rider                      | 198                | Warner Bros.        | BS-2704 |
| 1973 | Come And Gone                        | 203                | Warner Bros.        | 2S-2746 |
| 2005 | Still Hangin'                        |                    | Mason Proffit       |         |